# Afidas
Afidas ou Afeidas (em grego: Ἀφείδας) foi um rei mítico de Atenas, filho de Oxintes, filho de Demofoonte. Depois de um reinado curto, de apenas um ano  (1136 - 1135 a.C.), seu meio-irmão Timetes, filho bastardo de Oxintes, o assassinou o tomou o trono.
Durante seu reinado os atenienses receberam do oráculo de Zeus em Dodona a ordem de não matar os lacedemônios quando estes fossem pedir refúgio no Areópago. Os atenienses lembraram-se do oráculo ao final do reinado de Codro, filho de Melanto; após a morte de Codro, a maioria dos peloponésios desistiram da campanha e se retiraram da Ática, mas alguns lacedemônios, que haviam entrado na cidade, vendo-se sozinhos, suplicaram no Aerópago. Os atenienses os deixaram ir embora, porém em uma ocasião posterior Cilón e seus seguidores foram massacrados, apesar de serem suplicantes de Atena.